# 2010-es Formula–1 monacói nagydíj
A monacói nagydíj volt a 2010-es Formula–1 világbajnokság hatodik futama, amelyet 2010. május 13. és május 16. között rendeztek meg a monacói városi pályán, Monte Carlóban.

## Szabadedzések

### Első szabadedzés
A monacói nagydíj első szabadedzését május 13-án, csütörtökön tartották, közép-európai idő szerint 10:00 és 11:30 óra között.
| Helyezés | Versenyző          | Csapat/Motor         | Elért idő | Különbség | Futott kör |
| -------- | ------------------ | -------------------- | --------- | --------- | ---------- |
| 1        | Fernando Alonso    | Ferrari              | 1:15,927  | −         | 32         |
| 2        | Sebastian Vettel   | Red Bull-Renault     | 1:16,000  | + 0,073   | 27         |
| 3        | Robert Kubica      | Renault              | 1:16,016  | + 0,089   | 28         |
| 4        | Mark Webber        | Red Bull-Renault     | 1:16,382  | + 0,455   | 25         |
| 5        | Felipe Massa       | Ferrari              | 1:16,517  | + 0,590   | 30         |
| 6        | Michael Schumacher | Mercedes             | 1:16,589  | + 0,662   | 21         |
| 7        | Lewis Hamilton     | McLaren-Mercedes     | 1:16,647  | + 0,720   | 32         |
| 8        | Jenson Button      | McLaren-Mercedes     | 1:16,692  | + 0,765   | 30         |
| 9        | Adrian Sutil       | Force India-Mercedes | 1:16,805  | + 0,878   | 23         |
| 10       | Sébastien Buemi    | Toro Rosso-Ferrari   | 1:16,857  | + 0,930   | 31         |
| 11       | Nico Rosberg       | Mercedes             | 1:17,149  | + 1,222   | 15         |
| 12       | Rubens Barrichello | Williams-Cosworth    | 1:17,331  | + 1,404   | 28         |
| 13       | Vitantonio Liuzzi  | Force India-Mercedes | 1:17,704  | + 1,777   | 27         |
| 14       | Vitalij Petrov     | Renault              | 1:17,718  | + 1,791   | 39         |
| 15       | Jaime Alguersuari  | Toro Rosso-Ferrari   | 1:17,991  | + 2,064   | 37         |
| 16       | Nico Hülkenberg    | Williams-Cosworth    | 1:18,397  | + 2,470   | 39         |
| 17       | Pedro de la Rosa   | Sauber-Ferrari       | 1:18,434  | + 2,507   | 38         |
| 18       | Kobajasi Kamui     | Sauber-Ferrari       | 1:18,547  | + 2,620   | 32         |
| 19       | Timo Glock         | Virgin-Cosworth      | 1:19,527  | + 3,600   | 24         |
| 20       | Heikki Kovalainen  | Lotus-Cosworth       | 1:19,606  | + 3,679   | 32         |
| 21       | Jarno Trulli       | Lotus-Cosworth       | 1:19,902  | + 3,975   | 31         |
| 22       | Lucas di Grassi    | Virgin-Cosworth      | 1:20,566  | + 4,639   | 18         |
| 23       | Bruno Senna        | HRT-Cosworth         | 1:21,688  | + 5,761   | 28         |
| 24       | Karun Chandhok     | HRT-Cosworth         | 1:21,853  | + 5,926   | 6          |

### Második szabadedzés
A monacói nagydíj második szabadedzését május 13-án, csütörtökön tartották, közép-európai idő szerint 14:00 és 15:30 óra között.
| Helyezés | Versenyző          | Csapat/Motor         | Elért idő | Különbség | Futott kör |
| -------- | ------------------ | -------------------- | --------- | --------- | ---------- |
| 1        | Fernando Alonso    | Ferrari              | 1:14,904  | −         | 36         |
| 2        | Nico Rosberg       | Mercedes             | 1:15,013  | + 0,109   | 40         |
| 3        | Sebastian Vettel   | Red Bull-Renault     | 1:15,099  | + 0,195   | 48         |
| 4        | Felipe Massa       | Ferrari              | 1:15,120  | + 0,216   | 45         |
| 5        | Michael Schumacher | Mercedes             | 1:15,143  | + 0,239   | 38         |
| 6        | Robert Kubica      | Renault              | 1:15,192  | + 0,288   | 39         |
| 7        | Lewis Hamilton     | McLaren-Mercedes     | 1:15,249  | + 0,345   | 32         |
| 8        | Adrian Sutil       | Force India-Mercedes | 1:15,460  | + 0,556   | 42         |
| 9        | Jenson Button      | McLaren-Mercedes     | 1:15,619  | + 0,715   | 38         |
| 10       | Mark Webber        | Red Bull-Renault     | 1:15,620  | + 0,716   | 28         |
| 11       | Vitalij Petrov     | Renault              | 1:15,746  | + 0,842   | 44         |
| 12       | Sébastien Buemi    | Toro Rosso-Ferrari   | 1:16,276  | + 1,372   | 46         |
| 13       | Nico Hülkenberg    | Williams-Cosworth    | 1:16,348  | + 1,444   | 48         |
| 14       | Rubens Barrichello | Williams-Cosworth    | 1:16,522  | + 1,618   | 38         |
| 15       | Vitantonio Liuzzi  | Force India-Mercedes | 1:16,528  | + 1,624   | 42         |
| 16       | Pedro de la Rosa   | Sauber-Ferrari       | 1:16,599  | + 1,695   | 36         |
| 17       | Kobajasi Kamui     | Sauber-Ferrari       | 1:16,818  | + 1,914   | 46         |
| 18       | Jaime Alguersuari  | Toro Rosso-Ferrari   | 1:17,023  | + 2,119   | 28         |
| 19       | Heikki Kovalainen  | Lotus-Cosworth       | 1:18,184  | + 3,280   | 48         |
| 20       | Lucas di Grassi    | Virgin-Cosworth      | 1:18,478  | + 3,574   | 38         |
| 21       | Jarno Trulli       | Lotus-Cosworth       | 1:18,667  | + 3,763   | 13         |
| 22       | Timo Glock         | Virgin-Cosworth      | 1:18,721  | + 3,817   | 42         |
| 23       | Karun Chandhok     | HRT-Cosworth         | 1:20,313  | + 5,409   | 36         |
| 24       | Bruno Senna        | HRT-Cosworth         | 1:22,148  | + 7,244   | 11         |

### Harmadik szabadedzés
A monacói nagydíj harmadik szabadedzését május 15-én, szombaton tartották, közép-európai idő szerint 11:00 és 12:00 óra között.
| Helyezés | Versenyző          | Csapat/Motor         | Elért idő  | Különbség | Futott kör |
| -------- | ------------------ | -------------------- | ---------- | --------- | ---------- |
| 1        | Robert Kubica      | Renault              | 1:14,806   | −         | 26         |
| 2        | Felipe Massa       | Ferrari              | 1:14,852   | + 0,046   | 22         |
| 3        | Mark Webber        | Red Bull-Renault     | 1:14,945   | + 0,139   | 25         |
| 4        | Lewis Hamilton     | McLaren-Mercedes     | 1:15,038   | + 0,232   | 25         |
| 5        | Sebastian Vettel   | Red Bull-Renault     | 1:15,046   | + 0,240   | 26         |
| 6        | Michael Schumacher | Mercedes             | 1:15,236   | + 0,430   | 22         |
| 7        | Nico Rosberg       | Mercedes             | 1:15,252   | + 0,446   | 20         |
| 8        | Sébastien Buemi    | Toro Rosso-Ferrari   | 1:15,537   | + 0,731   | 22         |
| 9        | Adrian Sutil       | Force India-Mercedes | 1:15,659   | + 0,853   | 14         |
| 10       | Jenson Button      | McLaren-Mercedes     | 1:15,682   | + 0,876   | 22         |
| 11       | Vitantonio Liuzzi  | Force India-Mercedes | 1:15,691   | + 0,885   | 19         |
| 12       | Jaime Alguersuari  | Toro Rosso-Ferrari   | 1:15,769   | + 0,963   | 27         |
| 13       | Nico Hülkenberg    | Williams-Cosworth    | 1:16,164   | + 1,358   | 24         |
| 14       | Rubens Barrichello | Williams-Cosworth    | 1:16,232   | + 1,426   | 21         |
| 15       | Vitalij Petrov     | Renault              | 1:16,240   | + 1,434   | 27         |
| 16       | Fernando Alonso    | Ferrari              | 1:16,266   | + 1,460   | 6          |
| 17       | Kobajasi Kamui     | Sauber-Ferrari       | 1:16,644   | + 1,838   | 26         |
| 18       | Pedro de la Rosa   | Sauber-Ferrari       | 1:16,696   | + 1,890   | 23         |
| 19       | Heikki Kovalainen  | Lotus-Cosworth       | 1:17,782   | + 2,976   | 18         |
| 20       | Jarno Trulli       | Lotus-Cosworth       | 1:17,865   | + 3,059   | 26         |
| 21       | Lucas di Grassi    | Virgin-Cosworth      | 1:18,063   | + 3,257   | 25         |
| 22       | Bruno Senna        | HRT-Cosworth         | 1:19,720   | + 4,914   | 25         |
| 23       | Karun Chandhok     | HRT-Cosworth         | 1:19,781   | + 4,975   | 21         |
| 24       | Timo Glock         | Virgin-Cosworth      | idő nélkül |           | 3          |

## Időmérő edzés
A monacói nagydíj időmérő edzését május 15-én, szombaton tartották, közép-európai idő szerint 14:00 órakor.
| Helyezés | Versenyző          | Csapat/Motor         | 1. rész    | 2. rész  | 3. rész  |
| -------- | ------------------ | -------------------- | ---------- | -------- | -------- |
| 1        | Mark Webber        | Red Bull-Renault     | 1:15.035   | 1:14.462 | 1:13.826 |
| 2        | Robert Kubica      | Renault              | 1:15.045   | 1:14.549 | 1:14.120 |
| 3        | Sebastian Vettel   | Red Bull-Renault     | 1:15.110   | 1:14.568 | 1:14.227 |
| 4        | Felipe Massa       | Ferrari              | 1:14.757   | 1:14.405 | 1:14.283 |
| 5        | Lewis Hamilton     | McLaren-Mercedes     | 1:15.676   | 1:14.527 | 1:14.432 |
| 6        | Nico Rosberg       | Mercedes             | 1:15.188   | 1:14.375 | 1:14.544 |
| 7        | Michael Schumacher | Mercedes             | 1:15.649   | 1:14.691 | 1:14.590 |
| 8        | Jenson Button      | McLaren-Mercedes     | 1:15.623   | 1:15.150 | 1:14.637 |
| 9        | Rubens Barrichello | Williams-Cosworth    | 1:15.590   | 1:15.083 | 1:14.901 |
| 10       | Vitantonio Liuzzi  | Force India-Mercedes | 1:15.397   | 1:15.061 | 1:15.170 |
| 11       | Nico Hülkenberg    | Williams-Cosworth    | 1:16.030   | 1:15.317 |          |
| 12       | Adrian Sutil       | Force India-Mercedes | 1:15.445   | 1:15.318 |          |
| 13       | Sébastien Buemi    | Toro Rosso-Ferrari   | 1:15.961   | 1:15.413 |          |
| 14       | Vitalij Petrov     | Renault              | 1:15.482   | 1:15.576 |          |
| 15       | Pedro de la Rosa   | Sauber-Ferrari       | 1:15.908   | 1:15.692 |          |
| 16       | Kobajasi Kamui     | Sauber-Ferrari       | 1:16.175   | 1:15.992 |          |
| 17       | Jaime Alguersuari  | Toro Rosso-Ferrari   | 1:16.021   | 1:16.176 |          |
| 18       | Heikki Kovalainen  | Lotus-Cosworth       | 1:17.094   |          |          |
| 19       | Jarno Trulli       | Lotus-Cosworth       | 1:17.134   |          |          |
| 20       | Timo Glock         | Virgin-Cosworth      | 1:17.377   |          |          |
| 21       | Lucas di Grassi    | Virgin-Cosworth      | 1:17.864   |          |          |
| 22       | Bruno Senna        | HRT-Cosworth         | 1:18.509   |          |          |
| 23       | Karun Chandhok     | HRT-Cosworth         | 1:19.559   |          |          |
| 24       | Fernando Alonso    | Ferrari              | idő nélkül |          |          |

## Futam
A monacói nagydíj futama május 16-án, vasárnap, közép-európai idő szerint 14:00 órakor rajtolt.
| Helyezés | Rajtszám | Versenyző          | Csapat/Motor         | Futott kör | Idő/Kiesés oka | Rajthely | Pont |
| -------- | -------- | ------------------ | -------------------- | ---------- | -------------- | -------- | ---- |
| 1        | 6        | Mark Webber        | Red Bull-Renault     | 78         | 1:50:13.355    | 1        | 25   |
| 2        | 5        | Sebastian Vettel   | Red Bull-Renault     | 78         | +0.448         | 3        | 18   |
| 3        | 11       | Robert Kubica      | Renault              | 78         | +1.675         | 2        | 15   |
| 4        | 7        | Felipe Massa       | Ferrari              | 78         | +2.666         | 4        | 12   |
| 5        | 2        | Lewis Hamilton     | McLaren-Mercedes     | 78         | +4.363         | 5        | 10   |
| 6        | 4        | Fernando Alonso    | Ferrari              | 78         | +6.341         | 24       | 8    |
| 7        | 8        | Nico Rosberg       | Mercedes             | 78         | +6.651         | 6        | 6    |
| 8        | 3        | Adrian Sutil       | Force India-Mercedes | 78         | +6.970         | 12       | 4    |
| 9        | 14       | Vitantonio Liuzzi  | Force India-Mercedes | 78         | +7.305         | 10       | 2    |
| 10       | 15       | Sébastien Buemi    | Toro Rosso-Ferrari   | 78         | +8.199         | 13       | 1    |
| 11       | 16       | Jaime Alguersuari  | Toro Rosso-Ferrari   | 78         | +9.135         | 17       |      |
| 12[1]    | 17       | Michael Schumacher | Mercedes             | 78         | +25.712        | 7        |      |
| 13[2]    | 12       | Vitalij Petrov     | Renault              | 73         | fékek          | 14       |      |
| ki       | 20       | Karun Chandhok     | HRT-Cosworth         | 70         | baleset        | 23       |      |
| ki       | 18       | Jarno Trulli       | Lotus-Cosworth       | 70         | baleset        | 19       |      |
| ki       | 19       | Heikki Kovalainen  | Lotus-Cosworth       | 58         | kormány        | 18       |      |
| ki       | 21       | Bruno Senna        | HRT-Cosworth         | 58         | hidraulika     | 22       |      |
| ki       | 9        | Rubens Barrichello | Williams-Cosworth    | 30         | baleset        | 9        |      |
| ki       | 23       | Kobajasi Kamui     | Sauber-Ferrari       | 26         | sebességváltó  | 16       |      |
| ki       | 25       | Lucas di Grassi    | Virgin-Cosworth      | 25         | kerék          | 21       |      |
| ki       | 24       | Timo Glock         | Virgin-Cosworth      | 22         | felfüggesztés  | 20       |      |
| ki       | 22       | Pedro de la Rosa   | Sauber-Ferrari       | 21         | hidraulika     | 15       |      |
| ki       | 1        | Jenson Button      | McLaren-Mercedes     | 2          | erőforrás      | 8        |      |
| ki       | 10       | Nico Hülkenberg    | Williams-Cosworth    | 0          | baleset        | 11       |      |

Megjegyzés
↑ 1:  - Michael Schumacher eredetileg a hatodik helyen ért célba, de utólag kapott egy 20 másodperces büntetést, amivel visszaesett a tizenkettedik helyre.
↑ 2:  - Vitalij Petrov nem fejezte be a futamot, de helyezését értékelték, mivel teljesítette a versenytáv több, mint 90%-át.

## A világbajnokság állása a verseny után
| H   | Versenyzők         | Pont | H   | Konstruktőrök        | Pont |
| --- | ------------------ | ---- | --- | -------------------- | ---- |
| 1.  | Mark Webber        | 78   | 1.  | Red Bull-Renault     | 156  |
| 2.  | Sebastian Vettel   | 78   | 2.  | Ferrari              | 136  |
| 3.  | Fernando Alonso    | 75   | 3.  | McLaren-Mercedes     | 129  |
| 4.  | Jenson Button      | 70   | 4.  | Mercedes             | 78   |
| 5.  | Felipe Massa       | 61   | 5.  | Renault              | 65   |
| 6.  | Robert Kubica      | 59   | 6.  | Force India-Mercedes | 30   |
| 7.  | Lewis Hamilton     | 59   | 7.  | Williams-Cosworth    | 8    |
| 8.  | Nico Rosberg       | 56   | 8.  | Toro Rosso-Ferrari   | 4    |
| 9.  | Michael Schumacher | 22   | 9.  | Sauber-Ferrari       | 0    |
| 10. | Adrian Sutil       | 20   | 10. | Lotus-Cosworth       | 0    |

(A teljes táblázat)

## Statisztikák
Vezető helyen:
- Mark Webber: 78 (1-78)

Mark Webber 4. győzelme, 4. pole-pozíciója, Sebastian Vettel 4. leggyorsabb köre.
- Red Bull 9. győzelme.

Érdekesség, hogy a monacói nagydíj előtt a Williams volt az egyetlen olyan istálló a mezőnyben, amelynek pilótái 2010-ben még nem kényszerültek versenyt feladni műszaki hiba miatt, ezúttal azonban Rubens Barrichello és Nico Hülkenberg is autója meghibásodása miatt búcsúzott idő előtt. Kiesése miatt Barrichello szép monte-carlói sorozata is megszakadt és nem tudta megdönteni Graham Hill hercegségben tartott kilométerrekordját. A brazil utoljára 1998-ban esett ki Monacóban műszaki hiba miatt, azóta, egészen 2009-ig minden futamon meglátta a kockás zászlót.